# Kurtis Conner

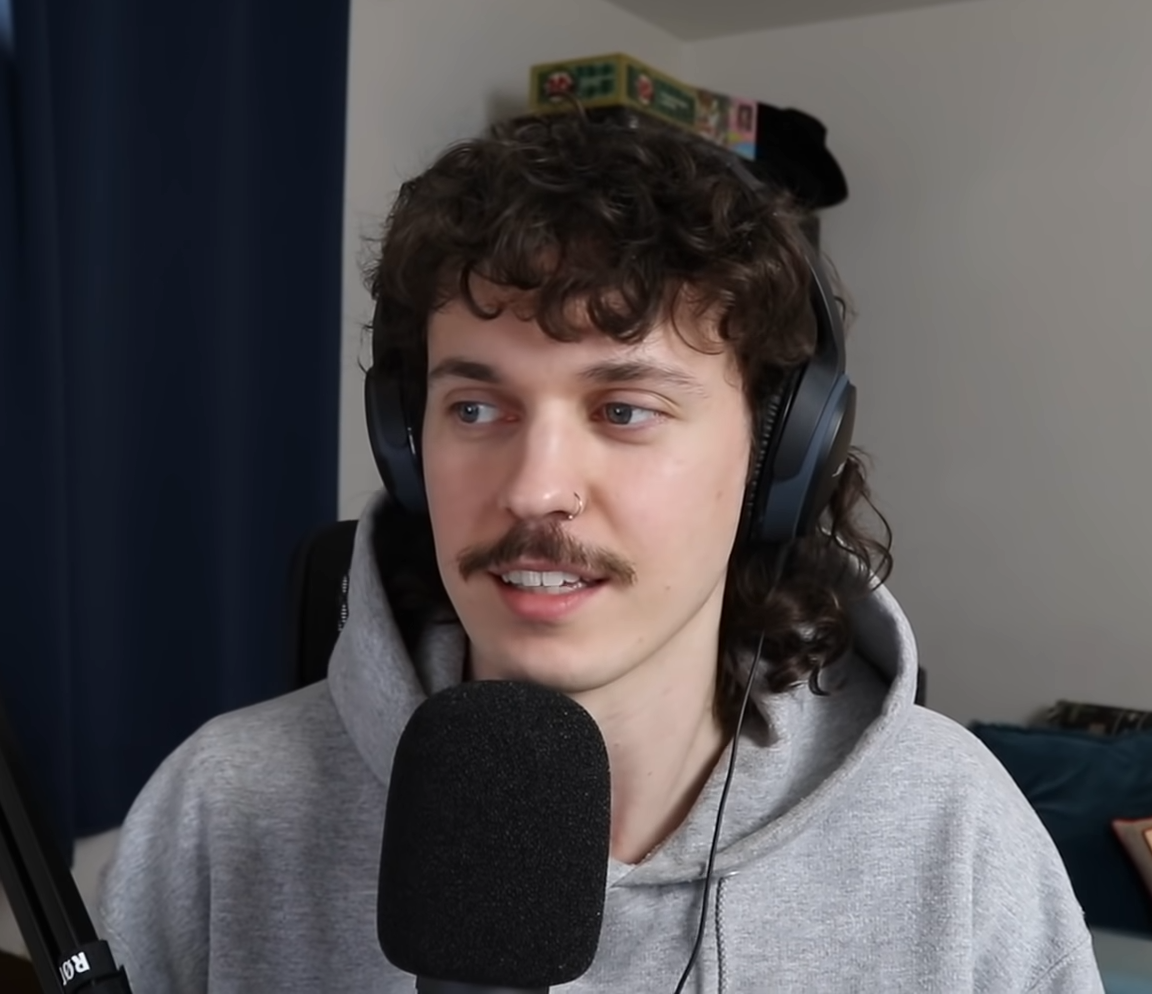
Kurtis Conner (2022)

Kurtis Conner (ur. 4 maja 1994) – kanadyjski komik stand-upowy i YouTuber.

## Życiorys
Urodził się w North York General Hospital w Toronto w prowincji Ontario i wychował w Hamilton. Ma siostrę o imieniu Kylie. Zaczął związek z Jenną Allard w 2014 roku.

## Wczesna kariera
Kurtis rozpoczął swoją karierę stand-upową w 2013 roku, a później uczęszczał do Humber College w Toronto. Następnie przeniósł się do aplikacji Vine, gdzie zdobył około 350 tys. obserwujących.

## YouTube
Kanał Connera na YouTube zdobył popularność w 2017 roku. Zaczął tworzyć filmy w stylu commentary na temat dziwnych subkultur i trendów online, a teraz gromadzi miliony subskrybentów na swoim kanale YouTube. Jego podcast „Very Really Good” znajduje się na liście 100 najpopularniejszych podcastów komediowych iTunes.
Kurtis tworzy wiele treści w oparciu o twórców TikTok. 4 z 10 jego najpopularniejszych filmów dotyczą twórców TikToka. Kręci również wiele filmików na temat dziwacznych programów telewizyjnych lub filmów.
Kurtis dołączył do Danny’ego Gonzaleza i Drew Goodena podczas ich występów komediowych na żywo „We Are Two Different People” w 2019 roku.